# Оперантное обусловливание
Оперантное обусловливание — это влияние последствий поведения на самого человека и его поведение, под последствиями понимают изменения в окружающей среде (изменение стимула), которые происходят сразу после поведения и влияют на частоту воспроизводства этого поведения человеком в будущем. Этот процесс имеет схожие черты с дарвиновским естественным отбором в том смысле, что поведение отбирается по его последствиям в течение жизни особи подобно тому, как виды отбраковываются по последствиям выживания в процессе эволюции. Понятие оперантного обусловливания введено Б. Ф. Скиннером.
Оперантное научение основывается на оперантном поведении — поведении, воздействующем на окружение, которым управляют непосредственные последствия этого поведения, в противоположность ответному (респондентному) поведению, которым управляет предшествующий стимул. Б. Ф. Скиннер сформулировал концепцию оперантного обусловливания после многолетних экспериментов на животных, проведённых им в университете Гарварда.
|                                                                            |                                                                            |                                                                            |                                                                            |                                                                            |                                                                            |                                                                         |                                                                         |                                                                         |                                                                         |                            |                            | Оперантное обусловливание                 | Оперантное обусловливание                 | Оперантное обусловливание                 | Оперантное обусловливание                 | Оперантное обусловливание                                                   | Оперантное обусловливание                                                   |                                                                             |                                                                             |                                                                             |                                                                             |                               |                               |                                                                                      |                                                                                      | Угасание                                                                             | Угасание                                                                             | Угасание                                                                             | Угасание                                                                             | Угасание | Угасание |  |  |  |  |  |  |  |  |
|                                                                            |                                                                            |                                                                            |                                                                            |                                                                            |                                                                            |                                                                         |                                                                         |                                                                         |                                                                         |                            |                            | Оперантное обусловливание                 | Оперантное обусловливание                 | Оперантное обусловливание                 | Оперантное обусловливание                 | Оперантное обусловливание                                                   | Оперантное обусловливание                                                   |                                                                             |                                                                             |                                                                             |                                                                             |                               |                               |                                                                                      |                                                                                      | Угасание                                                                             | Угасание                                                                             | Угасание                                                                             | Угасание                                                                             | Угасание | Угасание |  |  |  |  |  |  |  |  |
|                                                                            |                                                                            |                                                                            |                                                                            |                                                                            |                                                                            |                                                                         |                                                                         |                                                                         |                                                                         |                            |                            |                                           |                                           |                                           |                                           |                                                                             |                                                                             |                                                                             |                                                                             |                                                                             |                                                                             |                               |                               |                                                                                      |                                                                                      |                                                                                      |                                                                                      |                                                                                      |                                                                                      |          |          |  |  |  |  |  |  |  |  |
|                                                                            |                                                                            |                                                                            |                                                                            | Подкрепление Усиливает поведение                                           | Подкрепление Усиливает поведение                                           | Подкрепление Усиливает поведение                                        | Подкрепление Усиливает поведение                                        | Подкрепление Усиливает поведение                                        | Подкрепление Усиливает поведение                                        |                            |                            |                                           |                                           |                                           |                                           |                                                                             |                                                                             | Наказание Ослабляет поведение                                               | Наказание Ослабляет поведение                                               | Наказание Ослабляет поведение                                               | Наказание Ослабляет поведение                                               | Наказание Ослабляет поведение | Наказание Ослабляет поведение |                                                                                      |                                                                                      |                                                                                      |                                                                                      |                                                                                      |                                                                                      |          |          |  |  |  |  |  |  |  |  |
|                                                                            |                                                                            |                                                                            |                                                                            | Подкрепление Усиливает поведение                                           | Подкрепление Усиливает поведение                                           | Подкрепление Усиливает поведение                                        | Подкрепление Усиливает поведение                                        | Подкрепление Усиливает поведение                                        | Подкрепление Усиливает поведение                                        |                            |                            |                                           |                                           |                                           |                                           |                                                                             |                                                                             | Наказание Ослабляет поведение                                               | Наказание Ослабляет поведение                                               | Наказание Ослабляет поведение                                               | Наказание Ослабляет поведение                                               | Наказание Ослабляет поведение | Наказание Ослабляет поведение |                                                                                      |                                                                                      |                                                                                      |                                                                                      |                                                                                      |                                                                                      |          |          |  |  |  |  |  |  |  |  |
|                                                                            |                                                                            |                                                                            |                                                                            |                                                                            |                                                                            |                                                                         |                                                                         |                                                                         |                                                                         |                            |                            |                                           |                                           |                                           |                                           |                                                                             |                                                                             |                                                                             |                                                                             |                                                                             |                                                                             |                               |                               |                                                                                      |                                                                                      |                                                                                      |                                                                                      |                                                                                      |                                                                                      |          |          |  |  |  |  |  |  |  |  |
| Положительное подкрепление Приятный стимул в ответ на правильное поведение | Положительное подкрепление Приятный стимул в ответ на правильное поведение | Положительное подкрепление Приятный стимул в ответ на правильное поведение | Положительное подкрепление Приятный стимул в ответ на правильное поведение | Положительное подкрепление Приятный стимул в ответ на правильное поведение | Положительное подкрепление Приятный стимул в ответ на правильное поведение |                                                                         |                                                                         | Отрицательное подкрепление                                              | Отрицательное подкрепление                                              | Отрицательное подкрепление | Отрицательное подкрепление | Отрицательное подкрепление                | Отрицательное подкрепление                |                                           |                                           | Положительное наказание Неприятный стимул в ответ на неправильное поведение | Положительное наказание Неприятный стимул в ответ на неправильное поведение | Положительное наказание Неприятный стимул в ответ на неправильное поведение | Положительное наказание Неприятный стимул в ответ на неправильное поведение | Положительное наказание Неприятный стимул в ответ на неправильное поведение | Положительное наказание Неприятный стимул в ответ на неправильное поведение |                               |                               | Отрицательное наказание Удаление приятного стимула в ответ на неправильное поведение | Отрицательное наказание Удаление приятного стимула в ответ на неправильное поведение | Отрицательное наказание Удаление приятного стимула в ответ на неправильное поведение | Отрицательное наказание Удаление приятного стимула в ответ на неправильное поведение | Отрицательное наказание Удаление приятного стимула в ответ на неправильное поведение | Отрицательное наказание Удаление приятного стимула в ответ на неправильное поведение |          |          |  |  |  |  |  |  |  |  |
| Положительное подкрепление Приятный стимул в ответ на правильное поведение | Положительное подкрепление Приятный стимул в ответ на правильное поведение | Положительное подкрепление Приятный стимул в ответ на правильное поведение | Положительное подкрепление Приятный стимул в ответ на правильное поведение | Положительное подкрепление Приятный стимул в ответ на правильное поведение | Положительное подкрепление Приятный стимул в ответ на правильное поведение |                                                                         |                                                                         | Отрицательное подкрепление                                              | Отрицательное подкрепление                                              | Отрицательное подкрепление | Отрицательное подкрепление | Отрицательное подкрепление                | Отрицательное подкрепление                |                                           |                                           | Положительное наказание Неприятный стимул в ответ на неправильное поведение | Положительное наказание Неприятный стимул в ответ на неправильное поведение | Положительное наказание Неприятный стимул в ответ на неправильное поведение | Положительное наказание Неприятный стимул в ответ на неправильное поведение | Положительное наказание Неприятный стимул в ответ на неправильное поведение | Положительное наказание Неприятный стимул в ответ на неправильное поведение |                               |                               | Отрицательное наказание Удаление приятного стимула в ответ на неправильное поведение | Отрицательное наказание Удаление приятного стимула в ответ на неправильное поведение | Отрицательное наказание Удаление приятного стимула в ответ на неправильное поведение | Отрицательное наказание Удаление приятного стимула в ответ на неправильное поведение | Отрицательное наказание Удаление приятного стимула в ответ на неправильное поведение | Отрицательное наказание Удаление приятного стимула в ответ на неправильное поведение |          |          |  |  |  |  |  |  |  |  |
|                                                                            |                                                                            |                                                                            |                                                                            |                                                                            |                                                                            |                                                                         |                                                                         |                                                                         |                                                                         |                            |                            |                                           |                                           |                                           |                                           |                                                                             |                                                                             |                                                                             |                                                                             |                                                                             |                                                                             |                               |                               |                                                                                      |                                                                                      |                                                                                      |                                                                                      |                                                                                      |                                                                                      |          |          |  |  |  |  |  |  |  |  |
|                                                                            |                                                                            |                                                                            |                                                                            | Устранение Удаление неприятного стимула в ответ на правильное поведение    | Устранение Удаление неприятного стимула в ответ на правильное поведение    | Устранение Удаление неприятного стимула в ответ на правильное поведение | Устранение Удаление неприятного стимула в ответ на правильное поведение | Устранение Удаление неприятного стимула в ответ на правильное поведение | Устранение Удаление неприятного стимула в ответ на правильное поведение |                            |                            | Активное уклонение от неприятного стимула | Активное уклонение от неприятного стимула | Активное уклонение от неприятного стимула | Активное уклонение от неприятного стимула | Активное уклонение от неприятного стимула                                   | Активное уклонение от неприятного стимула                                   |                                                                             |                                                                             |                                                                             |                                                                             |                               |                               |                                                                                      |                                                                                      |                                                                                      |                                                                                      |                                                                                      |                                                                                      |          |          |  |  |  |  |  |  |  |  |

Множество действий, определяющихся по последствиям (постцедентными воздействиями), называется оперантом. Операнты определяются функционально, то есть по тем изменениям, которые вызывает поведение человека в его непосредственном окружении. Связи между оперантным поведением и событиями, происходящими вокруг него, называются контингенциями. Наиболее распространённой схемой для оперантного анализа является трёхчастная контингенция, состоящая из связи между предшествующим событием, или обстановкой, в которой произошло поведение, поведением и последствиями.
Термин условие указывает на сочетания, возникновение которых вероятно, но не неизбежно. В исследованиях поведения влияние некоторого условия на поведение необходимо доказывать.
Теоретические постулаты оперантного бихевиоризма применяются на практике в некоторых вариантах программированного обучения, поведенческой терапии, прикладного анализа поведения.

## История
Оперантное обусловливание иногда называют инструментальным научением, которое было впервые тщательно изучено Эдвардом Торндайком (1874—1949): он исследовал поведение кошек, которые должны были выбираться из «проблемного ящика». Кошка могла выбраться из ящика, совершив простое действие — например, потянув за шнур или надавив на шест, — но в первый раз кошке требовалось много времени, чтобы выбраться оттуда. При повторных экспериментах неэффективные реакции возникали реже, а успешные возникали чаще, поэтому кошки выбирались из ящика все быстрее и быстрее. Торндайк обобщил эти данные в своем законе эффекта (англ. Law of effect), который гласит, что поведение, которое приносит удовольствие, имеет тенденцию повторяться, а поведение, приводящее к неприятным последствиям, повторяется с меньшей вероятностью. Короче говоря, некоторые последствия усиливают поведение, а некоторые — ослабляют поведение. Составив график времени, которое требовалось кошке, чтобы выбраться из ящика, относительно числа испытаний, Торндайк создал первые известные кривые обучения животных с помощью такой процедуры. Теперь этот процесс называется оперантным обусловливанием.
Отцом термина оперантное обусловливание является Б. Ф. Скиннер (1904—1990). Его книга 1938 года «The Behavior of Organisms: An Experimental Analysis» положила начало изучению оперантного обусловливания и его применения к поведению человека и животных. Следуя идеям Эрнста Маха, Скиннер отверг опору на ненаблюдаемые психические состояния, такие как удовлетворение (как это было у Торндайка), построив свой анализ на наблюдаемом поведении и его последствиях, которые так же можно наблюдать.

## Концепции и процедуры

### Изменение оперантного поведения: подкрепление и наказание.
Подкрепление и наказание — это два инструмента, с помощью которых происходит модификация оперантного обусловливания. Всего существует 5 видов его последствий:
1. Положительное подкрепление — сразу после поведенческой реакции предъявляется стимул, который приводит к увеличению частоты возникновения этого класса реакций в будущем[1].
2. Отрицательное подкрепление (избегание) — сразу после поведенческой реакции некий аверсивный стимул убирается из окружающей среды, что приводит к увеличению частоты возникновения этого класса реакций в будущем[1]. В экспериментах Скиннера, таким стимулом был громкий звук внутри коробки. Когда крыса нажимала на рычаг, звук прекращался, таким образом, поведение крысы получало отрицательное подкрепление.
3. Положительное наказание — сразу после поведенческой реакции предъявляется аверсивный стимул, и это приводит к тому, что частота возникновения поведения в будущем уменьшается[1].
4. Отрицательное наказание — после поведенческой реакции из среды убирается желаемый стимул, и это приводит к уменьшению возникновения этого поведения в будущем[1].
5. Угасание — ослабление поведенческой реакции до уровня, наблюдаемого до начала подкрепления, либо полное её исчезновение в результате прекращения ее подкрепления. В прикладном анализе поведения также применяется процедура гашения, то есть процедура формирования угасания путём отмены подкрепления. В процессе применения данной процедуры обычно возникает угасательное обострение, то есть увеличение частоты реакций сразу после отмены подкрепления[1]. Пример: сначала крыса много раз получает пищу после нажатия на рычаг, затем пища перестает поступать после нажатия рычага; со временем крыса начинает нажимать на рычаг всё реже и реже.